# Jorien ter Mors
Jorien ter Mors (Enschede, 21 december 1989) is een voormalig Nederlands langebaanschaatsster en voormalig shorttrackster. Tijdens de Olympische Winterspelen 2014 in Sotsji, Rusland won Ter Mors een gouden medaille op zowel de 1500 meter als de ploegenachtervolging in het langebaanschaatsen. Tijdens de Olympische Winterspelen 2018 in Pyeongchang, Zuid-Korea, won ze een gouden medaille op de 1000 meter in het langebaanschaatsen. Tevens behaalde ze een bronzen medaille op de 3000 meter aflossing in het shorttrack, waar ze met Yara van Kerkhof, Lara van Ruijven en Suzanne Schulting tijdens de B-finale een nieuw wereldrecord behaalde en het team door (twee) straffen in de A-finale van China en Canada toch nog doorschoof naar de derde plaats.

## Biografie

### Vanaf 2007
Op de EK Shorttrack in Sheffield, Engeland eindigde Ter Mors op de 3000 meter relay als derde. Dat jaar werd ze op het NK ook derde in het klassement. In 2008 en 2009 werd ze tweede achter Liesbeth Mau Asam en Annita van Doorn. Op de Olympische Spelen in Vancouver eindigde Ter Mors als vierde op de aflossing met het damesshorttrackteam, samen met ploeggenotes Mau Asam, Van Doorn, Sanne van Kerkhof en Maaike Vos.

### 2010/2011
Het seizoen 2010-2011 was voor Ter Mors met de aflossingsploeg zeer succesvol. Tijdens de Europese kampioenschappen in eigen land (Thialf, Heerenveen) verzekerde de Nederlandse ploeg (Annita van Doorn, Sanne van Kerkhof, Yara van Kerkhof en Ter Mors) zich van de Europese titel, het eerste goud in de historie voor Nederland bij een EK. Bij de wereldkampioenschappen in Sheffield stuntte de ploeg met zilver, achter China. Eerder dat seizoen won de ploeg bij wereldbekerwedstrijden in Changchun, China, brons op de aflossing. Dat was voor de Nederland de eerste medaille in acht jaar in de wereldbeker. Ook werd Ter Mors in februari 2011 voor het eerst in haar carrière Nederlands kampioen.

### 2011/2012
In het seizoen 2011-2012 eindigde Ter Mors achter Arianna Fontana, die haar vierde titel opeiste, als tweede bij de Europese kampioenschappen. Ze won de 1000 meter en eindigde op de 1500 meter als tweede. Ter Mors prolongeerde met de Nederlandse ploeg (Annita van Doorn, Sanne van Kerkhof, Yara van Kerkhof) de Europese titel op de aflossing. Een week later was er bij de wereldbeker in Moskou brons voor het team. Ter Mors maakte dit seizoen een uitstapje naar het langebaanschaatsen. Op 8 oktober 2011 wist ze zich met 4.15,76 onder de gestelde limiettijd (4.18,20) te rijden en dwong daarmee directe kwalificatie voor het NK Afstanden 2012 af. Hier werd ze achtste met opnieuw een persoonlijk record: 4.13,75. Tijdens de KNSB Schaatsweek reed ze naar een vijfde tijd met een persoonlijk record, net niet genoeg voor deelname aan de tweede wereldbekerserie. Bij het NK Afstanden 2013 lukte dat wel. Voor het eerst behaalde een shorttrackster een medaille op het nationale kampioenschap: een derde tijd op de 3000 meter in opnieuw een persoonlijk record: 4.06,99. In 2011 werden Ter Mors en haar ploeggenotes beloond met de Peter van der Velde-bokaal voor de Europese titel en het zilver bij de WK op de aflossing. Bovendien werden ze door die prestaties genomineerd voor de titel sportploeg van het jaar.

### 2012/2013
Op 30 december 2012 werd Ter Mors in het bijzijn van haar vader Nederlands Kampioene Allround op de langebaan, voor Ireen Wüst en Diane Valkenburg. Met de tijden die ze tijdens dit toernooi reed kwam ze binnen op plaats 32 op de Adelskalender. In mei 2013 overleed haar vader, wat meespeelde in haar voorbereiding op het olympische seizoen. Haar eerste wereldbekerwedstrijden in het olympische seizoen reed ze in december in Berlijn. Daar reed ze in de B-groep de 1500 (in een baanrecord) en 3000 meter beide keren de snelste tijd van de dag, waarmee ze liet zien in goede vorm te verkeren voor het KNSB Kwalificatietoernooi. Hier plaatste ze zich op de 1500 meter als derde, wat haar laatste kans was na het mislopen van de 1000 en 3000 meter.

### 2013/2014
Bij de openingsceremonie van de Olympische Winterspelen 2014 was Ter Mors de vlaggendraagster voor Nederland. Na een teleurstellende vierde plaats op de 1500 meter in het shorttrack, won ze een dag later een gouden medaille op de 1500 meter in het langebaanschaatsen. Ter Mors nam ook deel aan de ploegenachtervolging en won daar in een olympisch record een gouden medaille. Voor haar prestaties op de Olympische Winterspelen 2014 in Sotsji, Rusland is Ter Mors benoemd tot Ridder in de Orde van Oranje-Nassau.

### 2015/2016

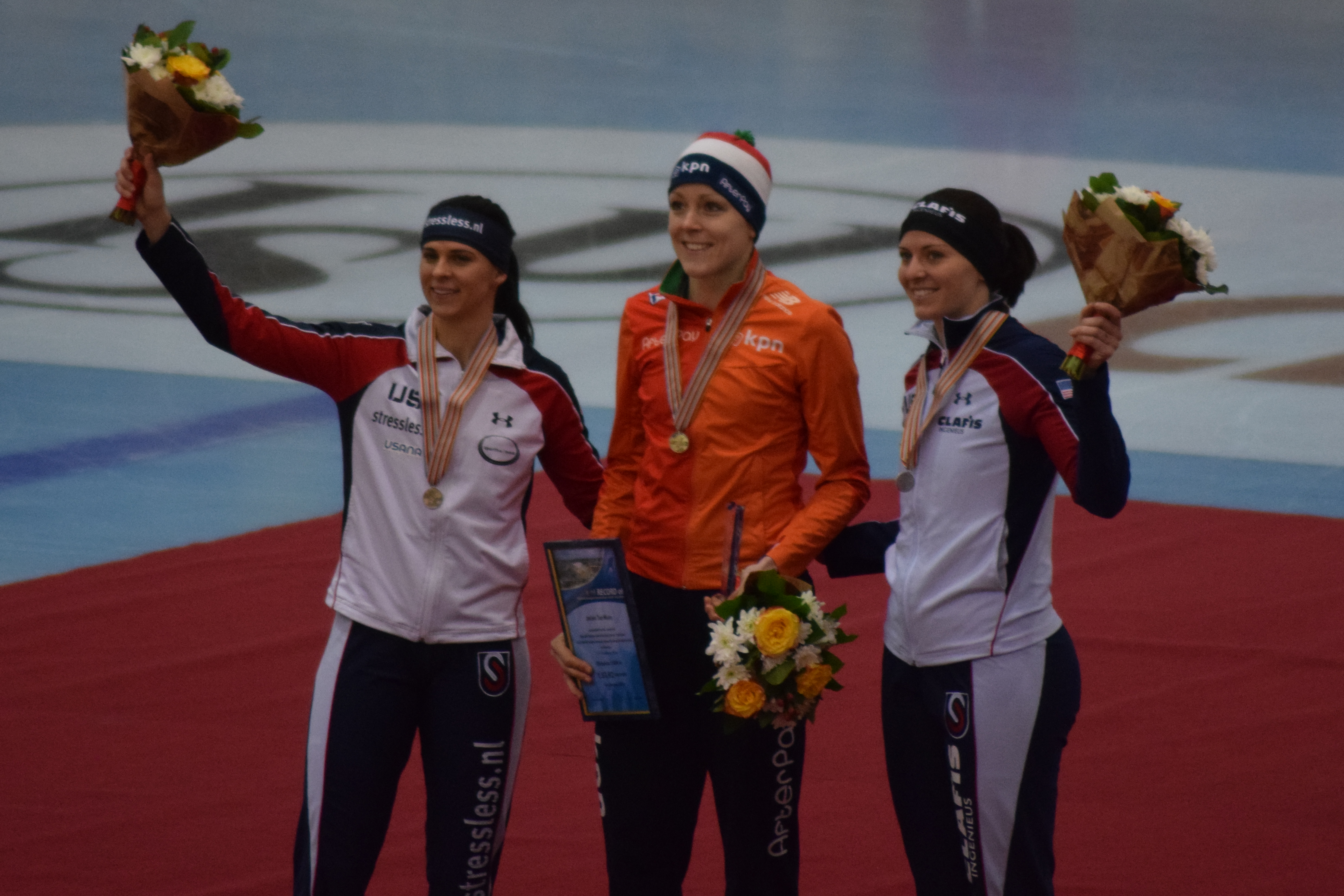
Gouden medaille voor Ter Mors in Kolomma (2016)

Op 30 oktober 2015 maakte Ter Mors haar comeback op de IJsbaan Twente waar ze zich op beide sprintafstanden (500 en 1000 meter) via de KNSB Cup voor de eerste wereldbekerwedstrijden wist te kwalificeren.
Op 12 februari 2016 veroverde Ter Mors de gouden medaille op de 1000 meter en op 14 februari 2016 veroverde zij ook de gouden medaille op de 1500 meter van het WK afstanden in Kolomna. Op 13 maart 2016 reed Ter Mors op de 1000 meter tijdens de wereldbekerfinale in Thialf de derde Thialftijd ooit: 1.14,44.

### 2017/2018

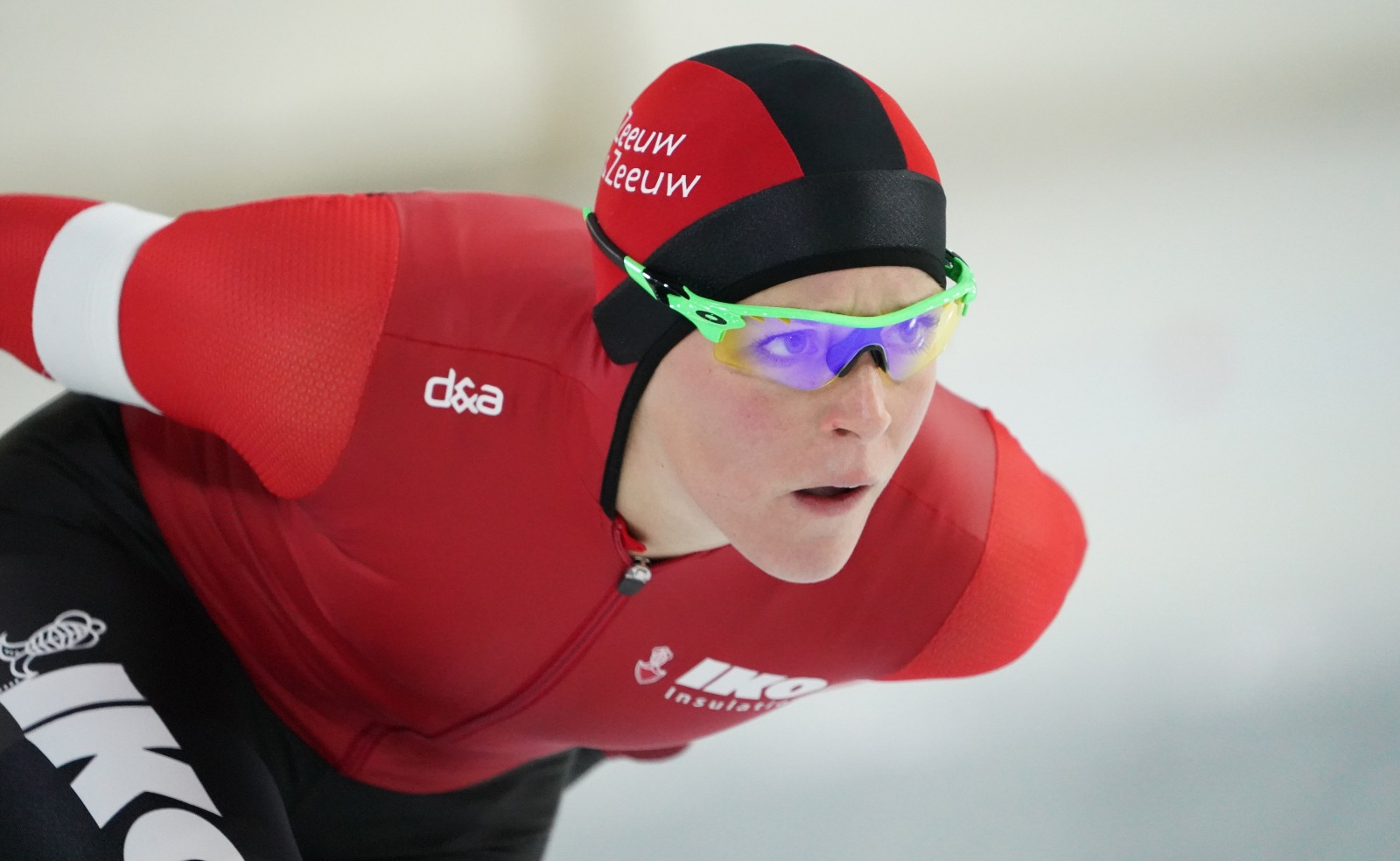
Ter Mors (2020)

Op de Olympische Winterspelen 2018 in Pyeongchang, Zuid-Korea won Ter Mors de gouden medaille op de 1000 meter in een nieuw olympisch en baanrecord (1.13,56). Naast deze medaille in het langebaanschaatsen hoopte Ter Mors op een medaille in het shorttrack. Individueel werd ze vijfde in de finale op de 1500 m en als onderdeel van de Nederlandse aflossingsploeg reed ze door een foute wissel in de kwalificatie de B-finale. Deze werd in een nieuw olympisch en wereldrecord gewonnen en nadat er in de A-finale twee penalty's werden uitgedeeld, won ze alsnog de bronzen medaille op de 3000 meter aflossing. Hiermee werd Ter Mors de eerste vrouwelijke atleet die twee medailles in verschillende sporten won tijdens één editie van de Winterspelen.

### 2019-2022
Op 23 januari 2022 stopte ze per direct met haar professionele schaatscarrière nadat ze zich niet wist te plaatsen voor de Olympische Winterspelen in Beijing.

## Records

### Langebaanschaatsen

#### Persoonlijke records
| Afstand              | Tijd    | Datum            | Locatie                     | Locatie               | Overig |
| Afstand              | Tijd    | Datum            | Baan                        | Plaats                | Overig |
| -------------------- | ------- | ---------------- | --------------------------- | --------------------- | ------ |
| 500 meter            | 37,39   | 26 februari 2017 | Olympic Oval                | Calgary, Canada       |        |
| 1000 meter           | 1.12,53 | 25 februari 2017 | Olympic Oval                | Calgary, Canada       |        |
| 1500 meter           | 1.53,51 | 16 februari 2014 | Adler Arena                 | Sotsji, Rusland       |        |
| 3000 meter           | 4.02,23 | 6 december 2013  | Sportforum Hohenschönhausen | Berlijn, Duitsland    |        |
| 5000 meter           | 7.06,79 | 30 december 2012 | Thialf                      | Heerenveen, Nederland |        |
| Ploegenachtervolging | 2.58,05 | 21 februari 2014 | Adler Arena                 | Sotsji, Rusland       |        |

#### Wereldrecords laaglandbaan (officieus)
| Nr. | Afstand    | Tijd    | Datum            | Baan      |
| --- | ---------- | ------- | ---------------- | --------- |
| 1.  | 1000 meter | 1.13,56 | 14 februari 2018 | Gangneung |

### Shorttrack

#### Persoonlijke records
| Afstand              | Tijd     | Datum            | Locatie               | Locatie               | Overig            | Overig            |
| Afstand              | Tijd     | Datum            | Baan                  | Plaats                | Overig            | Overig            |
| -------------------- | -------- | ---------------- | --------------------- | --------------------- | ----------------- | ----------------- |
| 500 meter            | 42,953   | 4 november 2016  | Olympic Oval          | Calgary, Canada       |                   |                   |
| 1000 meter           | 1.29,119 | 21 februari 2014 | IJsberg Schaatspaleis | Sotsji, Rusland       |                   |                   |
| 1500 meter           | 2.18,628 | 20 oktober 2012  | Olympic Oval          | Calgary, Canada       |                   |                   |
| 3000 meter           | 4.52,965 | 16 maart 2014    | Maurice-Richard Arena | Montreal, Canada      | Nederlands record | Nederlands record |
| 3000 meter aflossing | 4.03,471 | 20 februari 2018 | Gangneung Ice Arena   | Gangneung, Zuid-Korea |                   |                   |

## Resultaten

### Langebaanschaatsen

#### Olympische Winterspelen & Wereld-, Europese en Nederlandse kampioenschappen afstanden
| Jaar | Evenement                              | Locatie                 | 500 meter        | 1000 meter       | 1500 meter       | 3000 meter       | 5000 meter       | Ploegen- achtervolging | Massa- start     | Team- sprint     |
| ---- | -------------------------------------- | ----------------------- | ---------------- | ---------------- | ---------------- | ---------------- | ---------------- | ---------------------- | ---------------- | ---------------- |
| 2012 | Wereldkampioenschappen afstanden       | Heerenveen, Nederland   | Niet deelgenomen | Niet deelgenomen | Niet deelgenomen | Niet deelgenomen | Niet deelgenomen | Niet deelgenomen       | Niet deelgenomen | Niet deelgenomen |
| 2012 | Nederlandse kampioenschappen afstanden | Heerenveen, Nederland   |                  |                  |                  | 8e               |                  | –                      | –                | –                |
| 2013 | Wereldkampioenschappen afstanden       | Sotsji, Rusland         | Niet deelgenomen | Niet deelgenomen | Niet deelgenomen | Niet deelgenomen | Niet deelgenomen | Niet deelgenomen       | Niet deelgenomen | Niet deelgenomen |
| 2013 | Nederlandse kampioenschappen afstanden | Heerenveen, Nederland   |                  |                  |                  | Brons            |                  | –                      | –                | –                |
| 2014 | Olympische Winterspelen                | Sotsji, Rusland         |                  |                  | Goud             |                  |                  | Goud                   | –                | –                |
| 2014 | Nederlandse kampioenschappen afstanden | Heerenveen, Nederland   |                  | 5e               | Goud             | Zilver           |                  | –                      | –                | –                |
| 2015 | Wereldkampioenschappen afstanden       | Heerenveen, Nederland   | Niet deelgenomen | Niet deelgenomen | Niet deelgenomen | Niet deelgenomen | Niet deelgenomen | Niet deelgenomen       | Niet deelgenomen | Niet deelgenomen |
| 2015 | Nederlandse kampioenschappen afstanden | Heerenveen, Nederland   | Niet deelgenomen | Niet deelgenomen | Niet deelgenomen | Niet deelgenomen | Niet deelgenomen | Niet deelgenomen       | Niet deelgenomen | Niet deelgenomen |
| 2016 | Wereldkampioenschappen afstanden       | Kolomna, Rusland        | 4e               | Goud             | Goud             |                  |                  |                        |                  | –                |
| 2016 | Nederlandse kampioenschappen afstanden | Heerenveen, Nederland   | DNS              | Goud             | Goud             |                  |                  | –                      |                  | –                |
| 2017 | Wereldkampioenschappen afstanden       | Gangneung, Zuid-Korea   | 9e               | Brons            | 5e               |                  |                  |                        |                  | –                |
| 2017 | Nederlandse kampioenschappen afstanden | Heerenveen, Nederland   | Goud             | Goud             | Zilver           |                  |                  | –                      |                  | –                |
| 2018 | Olympische Winterspelen                | Pyeongchang, Zuid-Korea | 6e               | Goud             |                  |                  |                  |                        |                  | –                |
| 2018 | Europese kampioenschappen afstanden    | Kolomna, Rusland        | Niet deelgenomen | Niet deelgenomen | Niet deelgenomen | Niet deelgenomen | Niet deelgenomen | Niet deelgenomen       | Niet deelgenomen | Niet deelgenomen |
| 2018 | Nederlandse kampioenschappen afstanden | Heerenveen, Nederland   | Goud             | Goud             | Goud             |                  |                  | –                      |                  | –                |

#### Wereld-, Europese en Nederlandse kampioenschappen allround
| Jaar | Evenement                             | Locatie               | 500 meter        | 3000 meter       | 1500 meter       | 5000 meter       | Klassement       |
| ---- | ------------------------------------- | --------------------- | ---------------- | ---------------- | ---------------- | ---------------- | ---------------- |
| 2013 | Wereldkampioenschappen allround       | Hamar, Noorwegen      | Niet deelgenomen | Niet deelgenomen | Niet deelgenomen | Niet deelgenomen | Niet deelgenomen |
| 2013 | Europese kampioenschappen allround    | Heerenveen, Nederland | Niet deelgenomen | Niet deelgenomen | Niet deelgenomen | Niet deelgenomen | Niet deelgenomen |
| 2013 | Nederlandse kampioenschappen allround | Heerenveen, Nederland | Zilver           | Goud             | Goud             | Goud             | Goud             |
| 2014 | Wereldkampioenschappen allround       | Heerenveen, Nederland | Niet deelgenomen | Niet deelgenomen | Niet deelgenomen | Niet deelgenomen | Niet deelgenomen |
| 2014 | Europese kampioenschappen allround    | Hamar, Noorwegen      | Niet deelgenomen | Niet deelgenomen | Niet deelgenomen | Niet deelgenomen | Niet deelgenomen |
| 2014 | Nederlandse kampioenschappen allround | Amsterdam, Nederland  | Niet deelgenomen | Niet deelgenomen | Niet deelgenomen | Niet deelgenomen | Niet deelgenomen |
| 2015 | Wereldkampioenschappen allround       | Calgary, Canada       | Niet deelgenomen | Niet deelgenomen | Niet deelgenomen | Niet deelgenomen | Niet deelgenomen |
| 2015 | Europese kampioenschappen allround    | Tsjeljabinsk, Rusland | Niet deelgenomen | Niet deelgenomen | Niet deelgenomen | Niet deelgenomen | Niet deelgenomen |
| 2015 | Nederlandse kampioenschappen allround | Heerenveen, Nederland | Niet deelgenomen | Niet deelgenomen | Niet deelgenomen | Niet deelgenomen | Niet deelgenomen |
| 2016 | Wereldkampioenschappen allround       | Berlijn, Duitsland    | Niet deelgenomen | Niet deelgenomen | Niet deelgenomen | Niet deelgenomen | Niet deelgenomen |
| 2016 | Europese kampioenschappen allround    | Minsk, Wit-Rusland    | Niet deelgenomen | Niet deelgenomen | Niet deelgenomen | Niet deelgenomen | Niet deelgenomen |
| 2016 | Nederlandse kampioenschappen allround | Heerenveen, Nederland | Niet deelgenomen | Niet deelgenomen | Niet deelgenomen | Niet deelgenomen | Niet deelgenomen |
| 2017 | Wereldkampioenschappen allround       | Hamar, Noorwegen      | Niet deelgenomen | Niet deelgenomen | Niet deelgenomen | Niet deelgenomen | Niet deelgenomen |
| 2017 | Europese kampioenschappen allround    | Heerenveen, Nederland | Niet deelgenomen | Niet deelgenomen | Niet deelgenomen | Niet deelgenomen | Niet deelgenomen |
| 2017 | Nederlandse kampioenschappen allround | Heerenveen, Nederland | Goud             | DNS              | DNS              | DNS              | DNF              |

#### Wereld-, Europese en Nederlandse kampioenschappen sprint
| Jaar | Evenement                           | Locatie               | 500 meter (I)    | 1000 meter (I)   | 500 meter (II)   | 1000 meter (II)  | Klassement       |
| ---- | ----------------------------------- | --------------------- | ---------------- | ---------------- | ---------------- | ---------------- | ---------------- |
| 2016 | Wereldkampioenschappen sprint       | Seoel, Zuid-Korea     | 6e               | Goud             | 8e               | Zilver           | Brons            |
| 2016 | Nederlandse kampioenschappen sprint | Heerenveen, Nederland | Niet deelgenomen | Niet deelgenomen | Niet deelgenomen | Niet deelgenomen | Niet deelgenomen |
| 2017 | Wereldkampioenschappen sprint       | Calgary, Canada       | 5e               | Zilver           | 6e               | Zilver           | Brons            |
| 2017 | Europese kampioenschappen sprint    | Heerenveen, Nederland | 4e               | Goud             | Brons            | Goud             | Zilver           |
| 2017 | Nederlandse kampioenschappen sprint | Heerenveen, Nederland | Niet deelgenomen | Niet deelgenomen | Niet deelgenomen | Niet deelgenomen | Niet deelgenomen |
| 2018 | Wereldkampioenschappen sprint       | Changchun, China      | Brons            | Goud             | Zilver           | Goud             | Goud             |
| 2018 | Nederlandse kampioenschappen sprint | Heerenveen, Nederland | Niet deelgenomen | Niet deelgenomen | Niet deelgenomen | Niet deelgenomen | Niet deelgenomen |

#### Wereldbekermedailles
500 meter
 Stavanger, Noorwegen: 2015/2016
 Heerenveen (2), Nederland: 2015/2016
1000 meter
 Stavanger, Noorwegen: 2015/2016
 Erfurt, Duitsland: 2017/2018
 Heerenveen (2), Nederland: 2015/2016
 Nur-Sultan, Kazachstan: 2016/2017
 Berlijn, Duitsland: 2016/2017
 Heerenveen, Nederland: 2017/2018
1500 meter
 Heerenveen, Nederland: 2017/2018
 Nur-Sultan, Kazachstan: 2016/2017
3000 meter
 Heerenveen (1), Nederland: 2012/2013
Massastart
 Heerenveen (1), Nederland: 2012/2013
Ploegenachtervolging
 Berlijn, Duitsland: 2013/2014
 Heerenveen, Nederland: 2017/2018
 Eindklassement ploegenachtervolging: 2013/2014

### Shorttrack

#### Olympische Winterspelen & Wereld-, Europese en Nederlandse kampioenschappen
| Jaar | Evenement                    | Locatie                  | 500 meter        | 1000 meter       | 1500 meter       | 3000 meter (superfinale) | Klassement       | 3000 meter aflossing |
| ---- | ---------------------------- | ------------------------ | ---------------- | ---------------- | ---------------- | ------------------------ | ---------------- | -------------------- |
| 2007 | Wereldkampioenschappen       | Milaan, Italië           | Niet deelgenomen | Niet deelgenomen | Niet deelgenomen | Niet deelgenomen         | Niet deelgenomen | Niet deelgenomen     |
| 2007 | Europese kampioenschappen    | Sheffield, Engeland      | 20e              | 12e              | 20e              |                          | 18e              | Brons                |
| 2007 | Nederlandse kampioenschappen | Den Haag, Nederland      | Goud             | PEN              | PEN              | Zilver                   | Brons            | –                    |
| 2008 | Wereldkampioenschappen       | Gangneung, Zuid-Korea    | 24e              | 33e              | 32e              |                          | 31e              |                      |
| 2008 | Europese kampioenschappen    | Ventspils, Letland       | 12e              | 14e              | 13e              |                          | 13e              | 8e                   |
| 2008 | Nederlandse kampioenschappen | Amsterdam, Nederland     | Brons            | Goud             | Goud             | DNS                      | Zilver           | –                    |
| 2009 | Wereldkampioenschappen       | Wenen, Oostenrijk        | 42e              | 36e              | 33e              |                          | 37e              |                      |
| 2009 | Europese kampioenschappen    | Turijn, Italië           | 16e              | DNS              | 23e              |                          | 29e              |                      |
| 2009 | Nederlandse kampioenschappen | Zoetermeer, Nederland    | Zilver           | Zilver           | Zilver           | Zilver                   | Zilver           | –                    |
| 2010 | Olympische Winterspelen      | Vancouver, Canada        | 23e              | 29e              |                  | –                        | –                | 4e                   |
| 2010 | Wereldkampioenschappen       | Sofia, Bulgarije         | 44e              | 17e              | 6e               |                          | 10e              | 7e                   |
| 2010 | Europese kampioenschappen    | Dresden, Duitsland       | 7e               | 4e               | PEN              | 8e                       | 9e               | Brons                |
| 2010 | Nederlandse kampioenschappen | Tilburg, Nederland       | Niet deelgenomen | Niet deelgenomen | Niet deelgenomen | Niet deelgenomen         | Niet deelgenomen | Niet deelgenomen     |
| 2011 | Wereldkampioenschappen       | Sheffield, Engeland      | 11e              | 17e              | 17e              |                          | 15e              | Zilver               |
| 2011 | Europese kampioenschappen    | Heerenveen, Nederland    | 17e              | 16e              | 5e               |                          | 9e               | Goud                 |
| 2011 | Nederlandse kampioenschappen | Groningen, Nederland     | Brons            | Goud             | Goud             | Goud                     | Goud             | –                    |
| 2012 | Wereldkampioenschappen       | Shanghai, China          | 17e              | 13e              | 10e              |                          | 16e              | 6e                   |
| 2012 | Europese kampioenschappen    | Mladá Boleslav, Tsjechië | 4e               | Goud             | Zilver           | Zilver                   | Zilver           | Goud                 |
| 2012 | Nederlandse kampioenschappen | Heerenveen, Nederland    | Goud             | Goud             | Goud             | Goud                     | Goud             | –                    |
| 2013 | Wereldkampioenschappen       | Debrecen, Hongarije      | 4e               | Zilver           | 10e              | Brons                    | 5e               | 6e                   |
| 2013 | Europese kampioenschappen    | Malmö, Zweden            | Zilver           | Brons            | 19e              | Zilver                   | Brons            | Goud                 |
| 2013 | Nederlandse kampioenschappen | Amsterdam, Nederland     | Goud             | Goud             | Goud             | Goud                     | Goud             | –                    |
| 2014 | Olympische Winterspelen      | Sotsji, Rusland          | 6e               | 5e               | 4e               | –                        | –                | PEN                  |
| 2014 | Wereldkampioenschappen       | Montreal, Canada         | 4e               | 13e              | 9e               | 4e                       | 7e               | 5e                   |
| 2014 | Europese kampioenschappen    | Dresden, Duitsland       | Brons            | Zilver           | Goud             | Goud                     | Goud             | Goud                 |
| 2014 | Nederlandse kampioenschappen | Amsterdam, Nederland     | Goud             | Goud             | Goud             | Goud                     | Goud             | –                    |
| 2015 | Wereldkampioenschappen       | Moskou, Rusland          | Niet deelgenomen | Niet deelgenomen | Niet deelgenomen | Niet deelgenomen         | Niet deelgenomen | Niet deelgenomen     |
| 2015 | Europese kampioenschappen    | Dordrecht, Nederland     | Niet deelgenomen | Niet deelgenomen | Niet deelgenomen | Niet deelgenomen         | Niet deelgenomen | Niet deelgenomen     |
| 2015 | Nederlandse kampioenschappen | Amsterdam, Nederland     | Niet deelgenomen | Niet deelgenomen | Niet deelgenomen | Niet deelgenomen         | Niet deelgenomen | Niet deelgenomen     |
| 2016 | Wereldkampioenschappen       | Seoel, Zuid-Korea        | Niet deelgenomen | Niet deelgenomen | Niet deelgenomen | Niet deelgenomen         | Niet deelgenomen | Niet deelgenomen     |
| 2016 | Europese kampioenschappen    | Sotsji, Rusland          | 10e              | 5e               | Zilver           | 7e                       | 7e               | Goud                 |
| 2016 | Nederlandse kampioenschappen | Amsterdam, Nederland     | PEN              | Goud             | Goud             | Zilver                   | Goud             | –                    |
| 2017 | Wereldkampioenschappen       | Rotterdam, Nederland     |                  |                  |                  |                          |                  | 4e                   |
| 2017 | Europese kampioenschappen    | Turijn, Italië           | Niet deelgenomen | Niet deelgenomen | Niet deelgenomen | Niet deelgenomen         | Niet deelgenomen | Niet deelgenomen     |
| 2017 | Nederlandse kampioenschappen | Amsterdam, Nederland     | Niet deelgenomen | Niet deelgenomen | Niet deelgenomen | Niet deelgenomen         | Niet deelgenomen | Niet deelgenomen     |
| 2018 | Olympische Winterspelen      | Pyeongchang, Zuid-Korea  |                  |                  | 5e               | –                        | –                | Brons                |
| 2018 | Wereldkampioenschappen       | Montreal, Canada         | Niet deelgenomen | Niet deelgenomen | Niet deelgenomen | Niet deelgenomen         | Niet deelgenomen | Niet deelgenomen     |
| 2018 | Europese kampioenschappen    | Dresden, Duitsland       |                  |                  |                  |                          |                  | 6e                   |
| 2018 | Nederlandse kampioenschappen | Heerenveen, Nederland    | Niet deelgenomen | Niet deelgenomen | Niet deelgenomen | Niet deelgenomen         | Niet deelgenomen | Niet deelgenomen     |

#### WK junioren
| Jaar | Evenement                       | Locatie                        | 500 meter | 1000 meter | 1500 meter | 1500 meter (superfinale) | Klassement | 2000 meter aflossing |
| ---- | ------------------------------- | ------------------------------ | --------- | ---------- | ---------- | ------------------------ | ---------- | -------------------- |
| 2005 | Wereldkampioenschappen junioren | Belgrado, Servië en Montenegro | 36e       | 39e        | PEN        |                          | 46e        | 10e                  |
| 2006 | Wereldkampioenschappen junioren | Miercurea Ciuc, Roemenië       | 30e       | 31e        | 30e        |                          | 30e        | 9e                   |
| 2007 | Wereldkampioenschappen junioren | Mladá Boleslav, Tsjechië       | 25e       | 19e        | 18e        |                          | 19e        | 12e                  |
| 2008 | Wereldkampioenschappen junioren | Bozen, Italië                  | 5e        | 8e         | 9e         |                          | 8e         | 10e                  |

#### Wereldbekermedailles
1000 meter
 Dordrecht, Nederland: 2011/2012
1500 meter
 Shanghai, China: 2013/2014
3000 meter aflossing
 Dresden, Duitsland: 2012/2013
 Calgary, Canada: 2016/2017
 Salt Lake City, Verenigde Staten: 2016/2017
 Changchun, China: 2010/2011
 Moskou, Rusland: 2011/2012
 Eindklassement 3000 meter aflossing: 2016/2017